# Cerastium lacaitae
Cerastium lacaitae är en nejlikväxtart som beskrevs av G. Barberis, N. Bechi och P. Miceli. Cerastium lacaitae ingår i släktet arvar, och familjen nejlikväxter. Inga underarter finns listade i Catalogue of Life.